# Canal+ Groep
Canal+ Groep (officieel: Groupe Canal+) is een Franse film- en televisiestudio en -distributeur. Het is een volledige dochteronderneming van Vivendi en heeft een videotheek met meer dan 5000 films. 

## Activiteiten
In 2023 telde het bedrijf meer dan 25 miljoen abonnees, waarvan 16 miljoen buiten Frankrijk, in meer dan 50 landen. Het heeft ongeveer 7600 werknemers.
Op 9 december 2024 stemden de aandeelhouders van moederbedrijf Vivendi bijna unaniem in met het plan om het conglomeraat in drie delen op te splitsen. Het grootste bedrijfsonderdeel Groupe Canal+ zal een beursnotering krijgen in Londen op de London Stock Exchange, maar het hoofdkantoor blijft in Frankrijk.
In Frankrijk, Spanje en Polen is het vlaggenschip van het bedrijf een televisiekanaal, Canal+. Het is een gecodeerd kanaal, waarop kijkers zich moeten abonneren om de programma's te kunnen bekijken. In Frankrijk heeft het kanaal echter ook een belangrijk 'open' venster. Het kanaal zendt vooral bekende films en sport uit. De zender is alleen tegen betaling volledig te verkrijgen. Canal+ is tegenwoordig veelal onderdeel van een breder abonneepakket. In Frankrijk heet dit CanalSat en heeft Canal+ meerdere kanalen. CanalSat is overigens in voor de meerderheid in handen van Vivendi SA. Canal+ bestaat in Frankrijk naast Canal+ uit Canal+ Cinema, Canal+ Sport, Canal+ Decale en Canal+ HiTech. CanalSat wordt via satelliet, digitale kabel, IPTV (xDSL) en DVB-T (in Frankrijk heet dat TNT) aangeboden. In Polen heet het abonneepakket 'Platforma Canal+'
In Italië werd Tele+ verkocht aan News Corporation in 2003 die het bedrijf omdoopte in Sky Italia en de premiumzendernamen omdoopte in resp. Sky Sport en Sky Cinema.
In Scandinavië werd Canal+ verkocht en doorverkocht, waarna het in handen kwam van SBS Broadcasting SARL, dat het bedrijf omdoopte in C More Entertainment maar de zendernaam Canal+ behield. Canal+ is in Scandinavië later doorverkocht aan TV4 Gruppen AB, maar behield tot 4 september 2012 de zendernaam Canal+. Per 4 september 2012 zijn de zenders omgedoopt tot C More.
In Spanje was Canal+ (Sogecable SA) altijd een minderheidsdeelneming van Vivendi SA. Nadat het Viasat overnam, verwaterde het aandeel van Vivendi SA tot een minimum (circa 4%), waarna het door de overname door Prisa tot 0 daalde. Sogecable SA werd tot Prisa TV omgedoopt en werd in 2015 verkocht aan Telefonica die het bedrijf tot DTS SA omdoopte. De merknaam Canal+ en Digital+ is ingeruild voor Movistar+. De hoofdzender Canal+ werd in februari 2016 omgedoopt tot #0 en de andere themakanalen kregen per 1 augustus 2016 in plaats van Canal+ de aanduiding Movistar. Sogecable SA heeft overigens ook de landelijke generalistische vrij te ontvangen zender 'Cuatro' in handen. In 2010 nam Mediaset Espana de zender Cuatro over.

## Benelux situatie

### België
In Vlaanderen werd Canal+ verkocht aan Telenet in 2004 die de zendernamen omdoopte in Prime.
In Wallonië werd Canal+ in 2004 verkocht aan een consortium die de zendernamen omdoopte in Be TV. Later werd het bedrijf doorverkocht aan VOO.

### Nederland
Na de overname van Filmnet in 1997, was Canal+ ook lange tijd in Nederland actief. Zij had in het begin twee zenders in Nederland, Canal+ 1 en Canal+ 2. Later volgde ook een derde zender, Canal+ 16/9, die uitsluitend films in breedbeeld uitzond. In 2001 wijzigde Canal+ de namen 1 en 2 en 16/9, door kleuren. Canal+ 1 werd Canal+ Rood, Canal+ 2 werd Canal+ Blauw en Canal+ 16/9 werd Canal+ Geel. De Nederlandse activiteiten zijn in 2004 verkocht aan Airfield Holding BV. Deze verkocht deze eind 2005 aan Liberty Global Inc, het moederbedrijf van kabelaar UPC.
Liberty Global Inc. heeft deze ondergebracht bij ChelloMedia Pay TV en op 1 februari 2006 omgedoopt in respectievelijk Film1 en Sport1.
Airfield Holding BV, een dochter van Airbridge Investments is samen met meerderheidsaandeelhouder Providence Equity Partners Inc via M7 Group SA actief met de activiteit CanalDigitaal, TV Vlaanderen en TéléSAT. De merknaam Canal Digitaal Satelliet wordt sinds 2004 in licentie behouden (licentiehouder is Canal+ Groep).
In december 2017 nam Astorg M7 Group SA volledig over en daarmee ook Canal Digitaal. In september 2019 werd Canal+ opnieuw eigenaar van Canal Digitaal dankzij de overname van M7 Group (juridisch in juli 2020 omgedoopt tot Canal+ Luxembourg SA) en maakt het bedrijf via Canal+ na 15 jaar opnieuw deel uit van Vivendi.
Entertainment: Universal Music Group · Canal+ · StudioCanal · Vivendi Pictures